# Ernst John von Freyend
Ernst John von Freyend (Breslavia, 25 marzo 1909 – 24 marzo 1980) è stato un militare tedesco, che prestò servizio durante la seconda guerra mondiale come aiutante del feldmaresciallo Wilhelm Keitel.
È noto per aver involontariamente aiutato a piazzare la bomba dell'attentato del 20 luglio che doveva uccidere Adolf Hitler.

## Biografia

### I primi anni
Ernst John von Freyend nacque a Breslavia il 25 marzo 1909.

### L'attentato del 20 luglio 1944
Il 20 luglio 1944, ricoprì il ruolo di maggiore e arrivò al quartier generale della Tana del Lupo a Rastenburg, nella Prussia Orientale, per una conferenza sulla situazione alla quale partecipò Hitler. Anche lì, come subordinato al feldmaresciallo Keitel, c'era il colonnello Claus Schenk von Stauffenberg, che arrivò insieme al generale Walther Buhle stringendo una valigetta.
Siccome Stauffenberg era disabilitato a seguito della perdita della mano destra e di due dita della mano sinistra, si offrì di portarla con sé. Stauffenberg inizialmente rifiutò, ma poi si abbandonò all'approccio alla sala conferenze e chiese a Freyend di avvicinarlo il più possibile a Hitler in modo che: "Prendo tutto ciò che dice il Führer per la mia riunione in seguito".
Mise la valigetta accanto al tavolo della mappa della conferenza, alla destra del generale Adolf Heusinger, che era in piedi accanto a Hitler, e Stauffenberg ne aggiustò la posizione. Tuttavia, il colonnello Heinz Brandt, volendo dare un'occhiata più da vicino a una mappa sul tavolo, riposizionò la valigetta più lontano da Hitler, dall'altra parte di una spessa gamba del tavolo. Sette minuti dopo la bomba esplose. Si è successivamente concluso che il suo esatto posizionamento accanto alla gamba del tavolo fu un fattore cruciale nel determinare chi sopravvisse nella stanza.

### Dopo il 1945

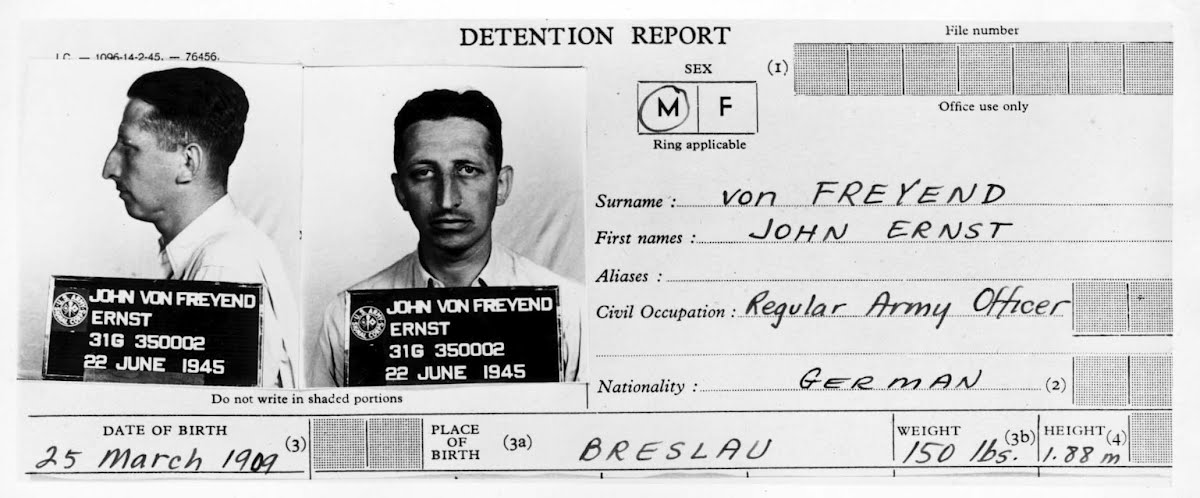
Il rapporto di detenzione.

Leggermente ferito, sopravvisse all'esplosione e al resto della guerra. Dopo essersi arreso con Keitel, fu brevemente interrogato dagli americani al processo di Norimberga, che decisero che non era coinvolto nel processo decisionale militare e agì principalmente come valletto di Keitel.
All'inizio degli anni cinquanta, divenne un impiegato della Gehlen Organization, il precursore del Servizio federale di intelligence. Morì il 24 marzo 1980.

## Carriera militare
| Grado              | Data          |
| ------------------ | ------------- |
| Primo tenente      | 1938          |
| Capitano           | 1940          |
| Maggiore           | 1943          |
| Tenente colonnello | febbraio 1945 |
| Colonnello         |               |

## Filmografia
- Nella coproduzione del Blocco Orientale del 1971, Liberation: Direction of the Main Blow, fu impersonato dall'attore Manfred Bendik.
- Nella serie tv del 1990, The Plot to Kill Hitler, fu impersonato dall'attore Michael Fitzgerald.
- Nel film tv del 2004, Stauffenberg - Attentato a Hitler, fu impersonato dall'attore Andy Gätjen.
- Nel film del 2004, La caduta - Gli ultimi giorni di Hitler, fu impersonato dall'attore Karl Richter.
- Nel film del 2008, Operazione Valchiria, fu impersonato dall'attore Werner Daehn.